# Irène Dubœuf
Irène Dubœuf, née le 31 décembre 1954 à Saint-Étienne, est une poète française. Elle vit actuellement dans la Drôme.

## Biographie
Après un baccalauréat de lettres et une formation à l'École normale de Saint-Étienne, elle commence une carrière d'enseignante qu'elle poursuit comme chargée de communication dans l'enseignement supérieur. Ses premières publications concernent son domaine professionnel : elle collabore à Dialogue,, revue de recherche du Groupe français d'éducation nouvelle.

### Recueils
- Le Pas de l'ombre, Toulouse, Encres vives, coll. « Encres blanches » 2008
- La Trace silencieuse, Montélimar, Voix d'encre, 2010
- Triptyque de l'aube, Montélimar, Voix d'encre, 2013
- Roma, Toulouse, Encres vives, coll. «Lieu», 2015
- Cendre lissée de vent, Saint-Chéron, Unicité, 2017
- Effacement des seuils, Saint-Chéron, Unicité, 2019
- Un Rivage qui embrase le jour, Paris, Éditions du Cygne, 2021
- Palpable en un baiser, Paris, Éditions du Cygne, 2023
- Il bacio dell'invisibile, (auto-traduction) Libreria Ticinum Editore, Italie, 2024
- Cuvântul rătăcitor / La parola errante, traduction Eliza Macadan, Editura Cosmopoli, Roumanie, 2024

### Livres pauvres - livres d'artiste
- Bords de Loire, collection Daniel Leuwers 2019 "Ecrire la Loire", inédit avec Véronique Arnault, artiste peintre.
- Volcan, collection Daniel Leuwers 2019 "Sous le volcan", avec une peinture de l'auteure.
- Un herbier de mots, inédit, 2025, avec Véronique Arnault, artiste peintre.

### Traductions
- Neige pensée, Amedeo Anelli,Ticinum Editore, 2020
- L'Alphabet du monde, Amedeo Anelli, éditions du Cygne, 2020
- Krankenhaus suivi de Carnet hollandais et autres inédits, Luigi Carotenuto, éditions du Cygne, 2021
- Invernale e altre temperature-Hivernales et autres températures, Amedeo Anelli-Irène Duboeuf, livre bilingue, Libreria Ticinum Editore, 2022.
- Quatuors, Amedeo Anelli, Libreria Ticinum Editore, 2023
- Des voix enrobées de silence, Amedeo Anelli, éditions du Cygne, 2023
- Semblable et différent, Amedeo Anelli, illustrations Fernanda Fedi, 4è fascicule de la collection Apocalypse des peintres, La Diane française, Nice 2024
- Deviens une fleur, Luigi Carotenuto, éditions du Cygne, 2024
- Entre les mains des mots, de Margherita Rimi, éditions du Cygne, 2025

### Revues et anthologies
Ses textes, articles et traductions sont parus dans de nombreuses revues parmi lesquelles Arpa, Brèves, Comme en poésie, Décharge, Europe, Écrit(s) du Nord, Écrits...vains, Harfang, Incertain Regard, Possibles, Recours au poème, Rrose Sélavy, Sipay (Seychelles), Sitaudis,Traversées (Belgique), Verso, Voix d'encre, Terres de femmes, Terre à ciel, 17 secondes, Souffle inédit, et, en Italie, Il Notiziario de l'Académie internationale d'art moderne de Rome, Pianeta, l'EstroVerso, Corso Italia 7, Forme 70', Le voci della luna, Malpelo, Alessandria Today, Versolibero, Il Convivio, dans le quotidien La Repubblica, ainsi que dans les anthologies : Vibrations en partage, La Porte des poètes, Paris 2014, Il n'y a pas de meilleur ami qu'un livre, Voix d'encre, 2015, Rivages, Éditions de l'Aigrette, Maison de la poésie de la Drôme, 2016, ô fil de l'eau, Les écrivains méditerranéens 2016, Ailleurs, Éditions de l'Aigrette, Maison de la poésie de la Drôme, 2018, Tisserand du monde, AMEditions, Maison de la poésie et des lyrismes Velay-Forez 2018, Un rêve, éditions de l'Aigrette 2019, Amours Ancestrales, SeLa Prod 2019, Traverser, éditions de l'Aigrette 2020, Gaïa, Jacques Flament 2020, Cinque sensi per un albero, L'EstroVerso/Mindart 2020, Dire oui, Terre à ciel 2021, Éphéméride, feuilles détachées, édit. pourquoi viens-tu si tard 2022, Babel, stati di alterazione, anthologie multilingue, Bertoni Editore, 2022 (Italie), Montagnes, chemins d'écritures, Voix d'encre, 2023.
Des traductions de ses poèmes par le poète et critique littéraire italien Elio Pecora sont parues dans la revue littéraire Poeti e poesia, d'autres textes, traduits par Luigi Carotenuto, Francesca Del Moro ou encore Angelo Manitta sont parus respectivement dans les revues L'EstroVerso, Malpelo, Le voci della luna ainsi que Il Convivio. Traduite en espagnol, la poète, qui a participé à des festivals en Amérique latine et Amérique centrale, est également présente dans la revue péruvienne Kametsa et certains de ses poèmes, traduits en chinois classique, sont parus dans la revue chinoise Poetry And Painting Of China.

### Préfaces / postfaces
- Paroles des forêts, Pascal Mora, Unicité[7], 2015

- Petite fugue stéphanoise, Marcel Faure, l’Harmattan[8] 2019
- Neige pensée, Amedeo Anelli,Ticinum Editore, 2020
- L'Alphabet du monde, Amedeo Anelli, éditions du Cygne, 2020
- Krankenhaus suivi de Carnet hollandais et autres inédits, Luigi Carotenuto, éditions du Cygne, 2021
- Profumo di liquirizia, Pietro Edoardo Mallegni, RP libri [9], 2023
- Des voix enrobées de silence, Amedeo Anelli, éditions du Cygne, 2023
- Deviens une fleur, Luigi Carotenuto, éditions du Cygne, 2024
- Entre les mains des mots, de Margherita Rimi, éditions du Cygne, 2025

### Essais
- "L'ange se meurt percé d'une étoile filante", réflexion sur un vers de René Char pour le périodique littéraire L'EstroVerso, éditions EstroLab, rubrique "Per un verso" à l'initiative du poète Luigi Carotenuto. Article bilingue français/italien, 2020.
- Traduire la poésie d'Amedeo Anelli : expérience et questionnement. Article en français, Corso Italia 7, rivista internazionale di Letteratura-International Journal of Literature, dirigée par Daniela Marcheschi, olioofficina edizioni, 2020.
- Poésie, l'amour la liberté. Paru dans Possibles, revue trimestrielle de littérature n. 29, 2023.

## Prix et distinctions
Elle a reçu le prix Amélie-Murat, assorti de la médaille de la ville de Clermont-Ferrand, ainsi que les prix Marie Noël et Georges Riguet pour La Trace silencieuse. Le Grand prix de poésie de la ville de Béziers et la médaille de la ville lui ont été attribués pour Triptyque de l'aube. Palpable en un baiser a reçu le Prix Jean Giono de la Société des Poètes Français (Paris).